# Borre, Jylland
Borre är en halvö i Danmark.   Den ligger i Hedensteds kommun i Region Mittjylland, i den centrala delen av landet, 160 km väster om Köpenhamn.
Udden längst ut på Borre heter Borre Knob.